# Luis Aloy Vidal
 (septembre 2014).
Si vous disposez d'ouvrages ou d'articles de référence ou si vous connaissez des sites web de qualité traitant du thème abordé ici, merci de compléter l'article en donnant les références utiles à sa vérifiabilité et en les liant à la section « Notes et références ».
Luis Aloy Vidal, né le 8 février 1930 à Santa Coloma de Gramanet (Catalogne, Espagne) et mort le 8 juin 2012 à Barcelone, est un footballeur espagnol reconverti en entraîneur.

## Biographie
Attaquant incisif et buteur, Luis Aloy se forme dans les catégories inférieures du FC Barcelone. Il débute avec le grand Barça des années 1950 âgé d'à peine 18 ans. Il est un des espoirs les plus prometteurs de l'équipe.
Il joue avec Barcelone entre 1950 et 1954 (39 matchs, 19 buts). Le niveau élevé des joueurs du Barça de les Cinc Copes le force à chercher de nouveaux horizons. Il part jouer avec le Real Oviedo pendant quatre saisons. Il joue ensuite avec le Cadix CF, le CE Sabadell, le CF Badalona et enfin l'UE Figueres.
Luis Aloy devient ensuite entraîneur. Il débute en 1965 avec l'UDA Gramenet. Il entraîne ensuite des équipes comme le FC Andorra, l'UE Sant Andreu, le FC Barcelone B (1972-1976), le Real Valladolid (1976-1977), le CD Logroñés (1977-79), l'UE Sant Andreu, le FC Vilafranca (1993-1999, 211 matchs) et le CF Calafell.

## Palmarès
Avec le FC Barcelone : 
- Championnat d'Espagne en 1952 et 1953
- Vainqueur de la Coupe d'Espagne en 1951, 1952 et 1953
- Vainqueur de la Coupe Latine en 1952
- Vainqueur de la Coupe Eva Duarte en 1952 et 1953